# ATP Challenger Gimcheon
Das ATP Challenger Gimcheon (offizieller Name: Gimcheon Challenger) war ein zwischen 2014 und 2018 jährlich stattfindendes Tennisturnier in Gimcheon, Südkorea. Es war Teil der ATP Challenger Tour und wurde im Freien auf Hartplatz ausgetragen.

## Liste der Sieger

### Einzel
| Jahr | Sieger               | Finalgegner          | Ergebnis              |
| ---- | -------------------- | -------------------- | --------------------- |
| 2018 | Yoshihito Nishioka   | Vasek Pospisil       | 6:4, 7:5              |
| 2017 | Thomas Fabbiano      | Teimuras Gabaschwili | 7:5, 6:1              |
| 2016 | Max Purcell          | Andrew Whittington   | 3:6, 7:66, 5:1 aufgg. |
| 2015 | Alexander Sarkissian | Connor Smith         | 7:65, 6:4             |
| 2014 | Gilles Müller        | Tatsuma Itō          | 7:65, 5:7, 6:4        |

### Doppel
| Jahr | Sieger                                 | Finalgegner                           | Ergebnis          |
| ---- | -------------------------------------- | ------------------------------------- | ----------------- |
| 2018 | Ruan Roelofse John-Patrick Smith       | Sanchai Ratiwatana Sonchat Ratiwatana | 6:2, 6:3          |
| 2017 | Marco Chiudinelli Teimuras Gabaschwili | Ruan Roelofse Yi Chu-huan             | 6:1, 6:3          |
| 2016 | Hsieh Cheng-peng Yang Tsung-hua        | Nicolás Barrientos Ruben Gonzales     | kampflos          |
| 2015 | Li Zhe Jose Statham                    | Dean O’Brien Ruan Roelofse            | 6:4, 6:2          |
| 2014 | Sam Groth Chris Guccione               | Austin Krajicek John-Patrick Smith    | 6:75, 7:5, [10:4] |